# Regress or progress '96-'97 tour final IN TOKYO DOME
『regress or progress '96 - '97 tour final IN TOKYO DOME』（リグレス・オア・プログレス きゅうじゅうろく きゅうじゅうなな ツアー・ファイナル・イン・トウキョウ・ドーム）は、日本のバンド・Mr.Childrenの4作目の映像作品。1997年10月8日にトイズファクトリーよりVHSで発売された。同年11月1日にはレーザーディスク、2001年6月21日にはDVDでも発売された。

## リリース・音楽性
VHS、レーザーディスク、DVDの3形態で発売。DVDは『Mr.Children TOUR '99 DISCOVERY』との同時リリースとなった。
5thアルバム『深海』を引っ提げ開催されたアリーナツアー『Mr.Children TOUR "REGRESS OR PROGRESS" '96〜'97』の追加公演として開催されたドームツアー『Mr.Children TOUR "REGRESS OR PROGRESS" '96〜'97 FINAL』のうち、最終日となる1997年3月28日に行なわれた東京ドーム公演のライブの模様を収録している。監督は鶴岡雅浩と小林武史が務めた。
Mr.Childrenの映像作品としては、前作『regress or progress '96-'97 DOCUMENT』以来約1か月ぶりとなるリリース。
本作のジャケットデザインはC.T.P.P.が手掛けた。

## 出演
- Mr.Children
  - 桜井和寿：Vocal & Guitar
  - 田原健一：Guitar
  - 中川敬輔：Bass Guitar
  - 鈴木英哉：Drums
- Support Musician
  - 小幡英之：Saxophone
  - 長田功：Trumpet
  - 松本賢：Computer Program & Keyboard
  - 浦清英：Keyboard
  - 河口修二：Guitar

## 収録内容
1. OPENING
2. 旅人
3. ラヴ コネクション
4. 傘の下の君に告ぐ
  - 本楽曲の前に「虹の彼方へ」「幸せのカテゴリー」が披露され、また両曲間にMCが行なわれていたが、映像ではカットされている。
5. Round About 〜孤独の肖像〜
6. Dance Dance Dance
  - 曲中にメンバー紹介が行なわれた。
7. 抱きしめたい
  - アコースティック・アレンジで演奏[2]。
8. Talk
9. my life
  - アコースティック・アレンジで演奏[3]。
10. Dive
11. シーラカンス
12. 手紙
13. ありふれたLove Story 〜男女問題はいつも面倒だ〜
14. Mirror
15. Making Songs
  - これまでに発表したMr.Childrenの楽曲をミックスした音源となっている。
16. 名もなき詩
17. So Let's Get Truth
18. 臨時ニュース
19. マシンガンをぶっ放せ
20. ゆりかごのある丘から
21. 虜
22. 花 -Mémento-Mori-
23. 深海
24. Brandnew my lover
  - 同曲のミュージック・ビデオに登場したカプセルが使用されてパフォーマンスが行なわれた[4]。
25. タイムマシーンに乗って
26. everybody goes -秩序のない現代にドロップキック-
27. ALIVE
28. Everything (It's you)
29. ボレロ
  - アンコール。
  - 本楽曲の前にアンコールとして「シーソーゲーム 〜勇敢な恋の歌〜」とMCが披露されていたが、映像ではカットされている。
  - 演奏中からエンドクレジットが流れる。